# Richtlinien-Verordnung
Die Richtlinien-Verordnung ist eine Verordnung des Innenministers der Republik Österreich, mit der Richtlinien für das Einschreiten der Organe des öffentlichen Sicherheitsdienstes erlassen werden. Die gesetzliche Grundlage bildet der § 31 des Sicherheitspolizeigesetzes (SPG).
Die RLV wurde erlassen, um den Organen des öffentlichen Sicherheitsdienstes in kompakter Form jene Regeln vor Augen zu halten, die jenseits der gesetzlichen Anordnungen für ihr Einschreiten maßgeblich sind, aber auch um dem Bürger darüber Informationen zu bieten, welches Verhalten er von Angehörigen der Sicherheitsexekutive erwarten kann. Auch wenn seitens des Bürgers im Einzelfall kein Rechtsanspruch auf Einhaltung der Richtlinien besteht, so hat er gem. § 89 SPG die Möglichkeit, die Feststellung einer Richtlinienverletzung vom Landesverwaltungsgericht zu verlangen.

## Aufgabenerfüllung
In § 1 wird geregelt, dass die Organe des öffentlichen Sicherheitsdienstes (kurz Organe) innerhalb der Sicherheitsverwaltung jene Aufgaben zu erfüllen haben, die im Rahmen des Exekutivdienstes, insbesondere durch Ausübung verwaltungsbehördlicher Befehls- und Zwangsgewalt zu besorgen sind. Weiters wird bestimmt, dass diese Organe im Dienst ihre Aufgabe so zu erfüllen haben, soweit dies auf Grund ihres Ausbildungsstandes und ihrer beruflichen Erfahrung erwartet werden kann. Ist für eine bestimmte Aufgabe eine besondere Ausbildung erforderlich (z. B. die eines COBRA-Beamten bei einer Geiselnahme), ein solchermaßen ausgebildetes Organ aber nicht zur Verfügung steht, haben andere Organe nur dann einzuschreiten, wenn die erwarteten Vorteile sofortigen Handelns die Gefahren einer nicht sachgerechten Aufgabenerfüllung auf Grund besonderer Umstände überwiegen.

### In-Dienst-Stellen
Befindet sich ein Organ außer Dienst, muss es, sofern sich nicht bereits auf Grund dienstrechtlicher Vorschriften die Verpflichtung außerhalb des Dienstes einzuschreiten ergibt, zur Erfüllung seiner Aufgaben nur dann einschreiten, wenn es erkennt, dass dies zur Abwehr einer gegenwärtigen oder unmittelbar drohenden Gefahr für Leben, Gesundheit, Freiheit von Menschen oder für fremdes Eigentum in großem Ausmaß erforderlich und wenn ihm dies nach den Umständen zumutbar ist. Ist ein Einschreiten durch Ausübung sicherheitsbehördlicher Befehls- und Zwangsgewalt dringend geboten, hat das Organ die zuständige Sicherheitsbehörde davon zu verständigen. Unter den geschilderten Voraussetzungen ist das Organ verpflichtet, sich in den Dienst stellen, andernfalls macht er sich einer Dienstpflichtverletzung schuldig. Hingegen kann ein schikanöses In-Dienst-Stellen Strafbarkeit wegen Amtsmissbrauch begründen. Es ist keine gesetzliche Bedingung, dass das Organ eine entsprechende Uniform tragen muss, um rechtmäßig einzuschreiten. Jedoch muss es in diesem Fall eine gegenüber dem Betroffenen wahrnehmbaren ausdrücklichen Erklärung des In-Dienst-Stellens erfolgen. Dafür ist keine besondere Formel vorgesehen, ebenso wenig besteht die Verpflichtung, in so einem Fall ohne Verlangen den Dienstausweises vorzuweisen.

## Führung
In § 2 wird bestimmt, dass Organe, welche eine Vorgesetztenfunktion wahrnehmen und Amtshandlungen ihrer Mitarbeiter unmittelbar wahrnehmen darauf zu achten haben, dass diese die Richtlinien bei der Erfüllung ihrer Aufgaben einhalten. Sollte der Vorgesetzte erkennen, dass ein Mitarbeiter dies nicht tut, so ist er dazu verpflichtet, dass dieser Missstand beseitigt wird, ansonsten würde er selbst eine Richtlinie verletzen.

## Eigensicherung
§ 3 schreibt vor, dass das Organ dazu verpflichtet ist, auf die Vermeidung von Gefahren für sich selbst zu achten, die zur Aufgabenerfüllung nicht erforderlich oder unverhältnismäßig sind. Daher ist es auch nicht verpflichtet, zum Schutz von Rechtsgütern anderer einzuschreiten, wenn die drohende Gefahr offenkundig und erheblich weniger schwer wiegt als die Gefährdung der eigenen körperlichen Sicherheit, die in Kauf zu nehmen wäre. Zwar gehört es zu den Dienstpflichten eines Organs unter bestimmten Voraussetzungen Gefahren aufzusuchen oder im Gefahrenbereich zu bleiben, dennoch bedarf es insbesondere im Verhältnis zu Bedrohungen der Rechtsgüter Freiheit und Eigentum von Menschen eines zusätzlichen Abwägungskriteriums um dem Umstand gerecht zu werden, dass die Minderung der Gefahr einer Bestimmungsgröße für das Handeln des Organs sein muss. Dies kann in bestimmten Situationen dazu führen, dass ein Einschreiten unterbleibt.

## Freiwillige Mitwirkung oder Duldung
Der § 4 regelt, dass die Organe die freiwillige Mitwirkung oder Duldung eines Menschen an einer Amtshandlung diesem Menschen ausdrücklich bewusst zu machen, andernfalls darf die Freiwilligkeit nicht in Anspruch genommen werden. Es gibt immer wieder Amtshandlungen, welche nur dann rechtmäßig sind, wenn die Betroffenen daran freiwillig mitwirken, was auch dem Grundsatz des Vorranges der eingriffsfreien Aufgabenerfüllung entspricht.

## Achtung der Menschenwürde
§ 5 bestimmt, dass das Organ bei der Erfüllung seiner Aufgaben alles zu unterlassen hat, das geeignet ist, den Eindruck von Voreingenommenheit zu erwecken oder als Diskriminierung auf Grund des Geschlechts, der Rasse oder Hautfarbe, der nationalen oder ethnischen Herkunft, des religiösen Bekenntnisses, der politischen Auffassung oder der sexuellen Orientierung empfunden zu werden. Es wird davon ausgegangen, dass den Organen die Unvoreingenommenheit nicht eigens angeordnet werden muss, da sich das Sachlichkeitsgebot bereits aus ihrer Stellung als öffentliche Bedienstete ergibt. Jedoch ist darauf zu achten, dass der Beamte nicht bloß unvoreingenommen ist, sondern auch den Schein der Voreingenommenheit vermeidet. Er hat Handlungen zu setzen, die objektiv auf seine Unvoreingenommenheit hinweisen, ob er in seinem Innern tatsächlich unvoreingenommen war, ist nicht maßgeblich.

### Siezen
Das Organ hat alle Menschen, bei denen dies dem üblichen Umgang entspricht oder die es verlangen, mit Sie anzusprechen. Eine Ausnahme kann daher bei einem bestimmten Grad der Vertrautheit (Freunde, Bekannte) gelten; im Hinblick auf die Staatsfunktion des Organs, bei dem persönliche Momente weitgehend in den Hintergrund treten sollen, ist jedoch auch in diesen Fällen auf Wunsch mit Sie anzusprechen. Eine weitere Ausnahme gilt für das Ansprechen von Kindern.

### Durchsuchung von Menschen
Das Organ hat dafür zu sorgen, dass die Durchsuchung eines Menschen, wozu sowohl die Durchsuchung der Kleidung als auch die Besichtigung des Körpers zählen, nur von jemandem desselben Geschlechts oder von einem Arzt vorgenommen wird. Dies gilt jedoch nur dann, wenn ein dazu notwendiger Aufschub der Durchsuchung deren Zweck nicht gefährden würde. Kleidungsstücke, die ohne Anstandsverletzung oder Verletzung anderer schutzwürdiger Interessen abgelegt werden können, dürfen auch von Personen des anderen Geschlecht durchsucht werden.

## Umgang mit Betroffenen
§ 6 regelt den Umgang mit Betroffenen von Amtshandlungen der Organe des öffentlichen Sicherheitsdienstes. Es wird bestimmt, dass den Betroffenen von Befehls- und Zwangsgewalt auf Verlangen mitzuteilen ist, welche Rechte ihnen zustehen und welchem Zweck das Einschreiten dient, außer die Erfüllung der Aufgabe wäre dadurch gefährdet. Außerdem gilt ein besonderes Rücksichtsgebot gegenüber Opfern und anderen Personen, die nicht in der Lage sind die Umstände der Amtshandlung zu erkennen und sich dementsprechend zu verhalten (Kinder, Behinderte, Demente udgl.)
Bei Vernehmungen und Befragungen ist den Betroffenen zu gestatten sich niederzusetzen. Solche Befragungen sind grundsätzlich in Diensträumen durchzuführen und bei längerer Dauer in angemessenen Zeiträumen zu unterbrechen. Frauen haben grundsätzlich das Recht, soweit es sich um eine den privaten Lebensbereich betreffende Befragung handelt, von Frauen befragt zu werden. Unmündige sollten von geeigneten Beamten oder Personen vernommen werden. Die Vernehmung ist mittels Niederschrift zu dokumentieren, die auch die Namen bzw. Dienstnummern aller Anwesenden, die Zeiten der Vernehmungen und Unterbrechungen sowie den Ort (in der Regel den Dienstraum) enthalten muss. Stimmt der Betroffene zu, kann dessen Aussage statt durch Niederschrift oder zusätzlich mit einem Bild- oder Schallträger aufgezeichnet werden.